# Epano Archanes
Epano Archanes (gr. Επάνω Αρχάνες) – miejscowość w Grecji, na Krecie, w administracji zdecentralizowanej Kreta, w regionie Kreta, w jednostce regionalnej Heraklion. Historyczna siedziba gminy Archanes-Asterusia. W 2011 roku liczyła 3969 mieszkańców. Znane z produkcji winogron i win, szczególnie z cenionej odmiany rosaki.

## Historia
Najwcześniejsze ślady osadnictwa stwierdzone w wykopaliskach na terenie i w pobliżu miasta pochodzą z IV tysiąclecia p.n.e. W pobliżu miasta na wzgórzu Fourni odnaleziona została rozległa nekropolia. Znajduje się tutaj również, niedostępne dla zwiedzających, ruiny pałacu pochodzącego z okresu późnominojskiego (ok. 1500 p.n.e.). Zachowały się podstawy dwóch kolumn, fragment posadzki oraz fragmenty ścian kilkunastu pomieszczeń.

## Zabytki
1. Kościół Panagia – znajdujący się na centralnym placu miasta. Wewnątrz kościoła zobaczyć można cenne ikony przedstawiające m.in. Jezusa z uczniami, sceny z życia św Mikołaja.
2. Muzeum archeologiczne – zawierające eksponaty pochodzące z wykopalisk w pobliskim Anemospilii